# Centobnaster severnicus
Centobnaster severnicus is een eenoogkreeftjessoort uit de familie van de Erebonasteridae. De wetenschappelijke naam van de soort is voor het eerst geldig gepubliceerd in 1997 door Martínez Arbizu.